# Плешаков, Владимир Владимирович
Владимир Владимирович Плешаков (22 января 1963, Томск — 8 сентября 2019, Воронежская область) — советский и российский прозаик, сценарист, кинодраматург, сатирик, режиссёр. Один из создателей КВН-команды «Дети лейтенанта Шмидта». Автор и сценарист телевизионных программ «С лёгким паром!» и «Деревня Дураков».

## Биография
Родился 22 января 1963 году в Томске. После завершения обучения в школе поступил и в 1984 году успешно окончил обучение на факультете театра, режиссуры и актёрского мастерства Кемеровского государственного института культуры. Позже успешно завершил обучение на факультете философии Томского государственного университета.
В 1990-х годах принял участие в организации проекта и стал одним из создателей КВН-команды «Дети лейтенанта Шмидта», работал режиссёром-постановщиком. Участник первых постановок игр Лиги «КВН-Сибирь» и Высшей Лиги КВН. Здесь же проявил свои таланты автора, стал писать сатирические миниатюры и поэзию. Именно он организовал в томской команде КВН профессиональную театральную режиссуру. Также работал на областном телевидении в Томске, автор телепроекта «Юморынок» и других.
Одновременно с творческой деятельностью в Томске в 1990-х годах стал автором программы Общественного российского телевидения «С лёгким паром!», основателем и ведущим которой был Михаил Евдокимов.
В последние годы жизни трудился и жил в столице. Активно занимался литературным и театральным творчеством, работал в кинокомпании «Интер-Т» кинорежиссёром, некоторое время работал в должности исполнительного продюсера телеканала «Звезда». Писал прозу.
Активно принимал участие в съёмках документальных фильмов на Ocean-media. Был ведущим целой серии передач на Ocean-TV, («Великие реки России» и др.). Автор многих сатирических монологов для известных российских актёров-юмористов. В том числе работал с Геннадием Хазановым, Михаилом Евдокимовым и Евгением Петросяном. Он является одним из авторов юмористического телевизионного шоу «Деревня Дураков». Как телеведущий снимался в таких проектах как: «Байный день», «Расскажи, бродяга», «Госхран», «Юморынок», «Звёздный городок». Являлся продюсером развлекательных телепрограмм: «Звёздный городок», «Бикини-десант», «Естественный отбор», «Фэйс-контроль», «Кушать подано».
Проживал в Москве. Умер в ходе съёмок творческого проекта в Воронежской области 8 сентября 2019 года.